# 5919 Patrickmartin
5919 Patrickmartin este un asteroid din centura principală de asteroizi.

## Descriere
5919 Patrickmartin este un asteroid din centura principală de asteroizi. A fost descoperit pe 5 august 1991 la Observatorul Palomar de Henry E. Holt. Asteroidul prezintă o orbită caracterizată de o semiaxă mare de 3,20 ua, o excentricitate de 0,12 și o înclinație de 0,7° în raport cu ecliptica.